# Shefqet Vërlaci
Shefqet Vërlaci bég, albánul Shefqet Bej Vërlaci (nevének ejtése ʃɛft͡ɕɛt vəɾlat͡si; Elbasan, 1877. december 15. – Zürich, 1946. július 21.) albán politikus, nagybirtokos, Albánia kétszeres miniszterelnöke (1924, 1939–1941).
1920-tól a feudális társadalmi rend és birtokszerkezet védelmezőit tömörítő konzervatív nemzetgyűlési frakció vezéralakja, 1922-től Amet Zogu egyik legfőbb politikai szövetségese, egyúttal reménybeli apósa volt. Zogu bizalmasaként 1924. március 3-ától Albánia miniszterelnökeként irányította az ország politikai életét, de első kormánya sem a gazdasági krízissel, sem a zogista politikával szemben egyre határozottabban megnyilvánuló elégedetlenséggel nem tudott megbirkózni. Májusban a kormány céljaival szembehelyezkedők Fan Noli vezetésével fegyveres felkelést robbantottak ki, amely a Vërlaci-kabinet feloszlásához, majd június 10-én a júniusi forradalom győzelméhez vezetett. Zogu, Vërlaci és politikai szövetségeseik önkéntes száműzetésbe vonultak. Zogu hatalmának 1924. decemberi restaurációját követően Vërlaci is visszatért Albániába, és a köztársasági parlament felsőházának tagja lett. A politika élvonalából azonban fokozatosan kiszorult, miután pedig a királlyá koronázott Zogu 1928 végén felbontotta rangon alulinak vélt jegyességét Vërlaci leányával, becsületében megsértve az uralkodó egyik legádázabb politikai ellenfele lett. Ideje nagy részét Olaszországban töltötte, ahol politikai kapcsolatait építette ki az ország fasiszta politikusaival. Neve felmerült az 1935-ös fieri felkelés, majd az 1939-es mirditai Zogu-ellenes lázadás szervezői és pénzelői között.
Miután 1939. április 7-én a fasiszta Olasz Királyság lerohanta Albániát, április 12-én Vërlacit kérték fel a kormányalakításra. Április 21-én felállt második kabinetje a két ország perszonáluniójához, az albán függetlenség elvesztéséhez vezető intézkedések végrehajtója, az olasz politikai és gazdasági hegemónia készséges kiszolgálója volt. Bár kormányának mozgásterét szűkre szabta a III. Viktor Emánuel hatalmát képviselő Francesco Jacomoni főkormányzó kézi vezérlése, Vërlaci támogatta a fasiszta Olaszország albániai politikai és katonai céljait. Az olasz megszállókkal és az akaratukat végrehajtó Vërlaci-kormánnyal szembeni ellenérzés nyomán 1940-től országszerte fokozódott a nacionalista Nemzeti Fronthoz köthető gerilla-hadviselés, 1941-től pedig a kommunista partizánok is megjelentek az albániai ellenállás hadszínterén. Bár a Wehrmacht támogatásával Olaszország a Görögország ellen vívott háborúban meg tudta őrizni Albánia területi integritását, sőt, 1941 nyarán jugoszláviai területek annektálásával megszületett Nagy-Albánia is, ezeket az eredményeket még nacionalista körökben sem tudták a fasiszta államrend széles körű támogatásává fordítani. Az egyre gyakoribb fegyveres rajtaütésekkel, ipari szabotázsakciókkal, utcai tiltakozásokkal szemben kormánya tehetetlennek bizonyult, a Vërlaci-kabinetet az ország urai 1941. december 3-án feloszlatták.
A háttérbe húzódott Vërlaci ezt követően egyre kevésbé támogatta az olasz megszállást, majd lelkesen üdvözölte Albánia 1943. szeptemberi német megszállását. A kommunista hatalomátvétel elől 1944-ben külföldre szökött, 1946 júliusában egy zürichi műtőasztalon érte a halál.

## Életútja
Vërlaci Elbasanban született tehetős muszlim család sarjaként, Ismail és Maitap Vërlaci gyermekeként. Apai felmenői az Oszmán Birodalom közigazgatásában vállaltak köztisztviselői feladatokat, ezzel közép-albániai szűkebb pátriájukban kiterjedt birtokokra tettek szert és a nagybirtokoscsaládok közé kerültek. Az 1840-es években a Vërlaci-földek 7500 hektáron terültek el. Albánia 1912-es függetlenné válását követően Shefqet Vërlaci 3700 hektárnyi birtok fölött rendelkezett. Szülei az ifjú Vërlacit alapiskolái elvégzése után Konstantinápolyba küldték, ahol a családi hagyományt folytatva közigazgatási diplomát szerzett.
Felesége Semiramis Vrioni volt, frigyükből négy gyermek, egy fiú és három leány született: Ismail, illetve Behije, Ferzilet és Maitap.

### Politikai pályafutásának kezdete
Vërlaci aktívan nem vett részt az önálló Albánia 1912-es kikiáltásához vezető függetlenségi harcokban, neve csak az ezt követő években tűnik fel az eseménytörténeti összefoglalásokban. 1914. február 21-én tagja volt annak az Esat Toptani vezette küldöttségnek, amely Neuwiedban felajánlotta a koronát a nagyhatalmak által kijelölt albán fejedelemnek, Vilmosnak. 1918 decemberében részt vett az Olaszország támogatásával megrendezett durrësi nemzetgyűlésen, amely Turhan Përmeti vezetésével ideiglenes kormányt hozott létre. 1920 januárjában megakadályozta, hogy szülővárosa, Elbasan képviselőket küldjön a világháborúban széthulló Albánia közjogi alapjait újrateremtő 1920-as lushnjai kongresszusra. Ennek oka mindössze az volt, hogy földije és régi riválisa, a szintén földbirtokos Aqif Elbasani volt a kongresszus szervezőinek egyike.
A kongresszus után Vërlaci tagja lett az 1920 márciusában megalakult Nemzeti Tanácsnak. Az ország történetének első nemzetgyűlési választását követően, 1921 áprilisától a parlament konzervatív frakciójának – a köznyelvben Bégek Pártjának (Partia e Bejlerëve) vagy paradox módon Haladó Pártnak (Partia Përparimtare) nevezett formáció – vezéralakja lett, és különböző kormányfeladatokat is elvállalt. A frakció konzervatív politikai gondolkodását az oszmán hódoltság idejéből megörökölt félfeudális társadalmi modell és birtokszerkezet fenntartásának igénye, az alávetett társadalmi csoportok érdekképviseletének teljes mellőzése jellemezte. Tagjai jellemzően a földreformot ellenző földbirtokos bégek és a privilégiumaikat féltő északi törzsfők közül kerültek ki. 1922 februárjában az addig a nemzetgyűlési ellenfél soraiban politizáló Amet Zogolli (a későbbi I. Zogu király) is csatlakozott a Bégek Pártjához, és a Vërlaci holdudvarához tartozó nagybirtokosokra támaszkodva megkezdte politikai hatalma kiépítését. Szívélyes kapcsolatot alakított ki Vërlacival, egyúttal le is kötelezte, amikor 1922 folyamán eljegyezte az elbasani politikus tizennyolc éves leányát, Behijét.

### Első kormánya (1924)

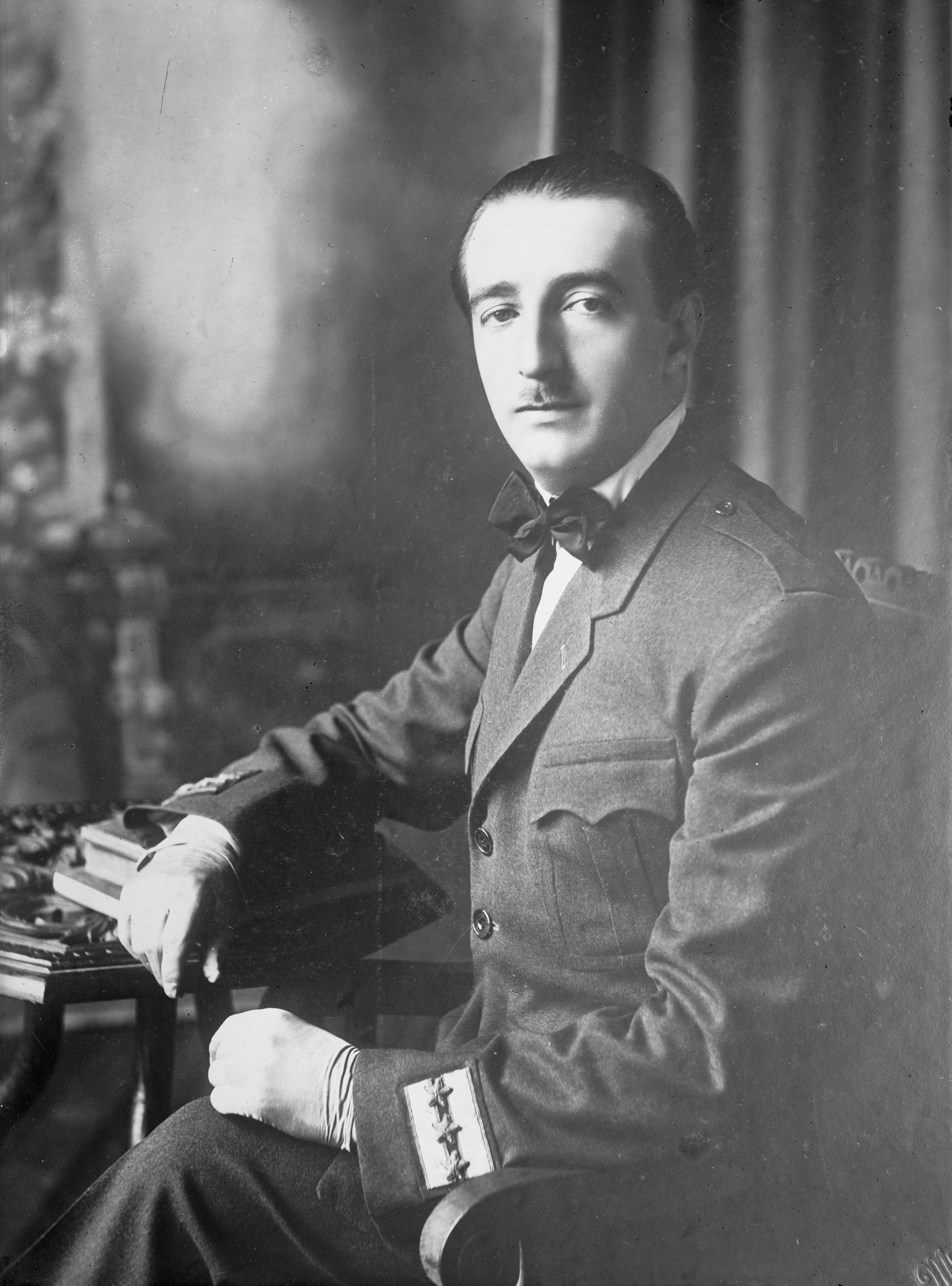
Amet Zogu

1922 decemberétől Zogu vezette kormány alakította az ország életét, az 1924. januári nemzetgyűlési választás azonban a két fő szembenálló pártszövetség kiegyenlített erőviszonyait eredményezte. Bár az ellenzék vezéralakja, Fan Noli javaslatokat tett a koalíciós kormányzásra, Zogu az Iliaz Vrioni vezette függetlenségiek megnyerésével ismét maga alakított kormányt. 1924. február 23-án Zogu egy merényletben megsebesült, és két nappal később lábadozására hivatkozva bejelentette kormánya feloszlását. Lépésével nem kívánta a hatalmat átadni, csupán úgy vélte, helyesebb, ha a háttérből irányítja a dolgokat. Ennek megfelelően legközelebbi politikai szövetségesét, apósjelöltjét, Shefqet Vërlacit szemelte ki utódjául.
1924. március 3-án a régenstanács fel is kérte Vërlacit a kormányalakításra, amit ő vonakodva fogadott el. Két nappal később, 1924. március 5-én Vërlaci a nemzetgyűlésnek bemutatta minisztereinek névsorát, és a kedvezően alakult bizalmi szavazást követően kormánya megkezdhette a munkát. Vërlaci Vrioni függetlenségi képviselőit is meghívta koalíciós kormányába, de arra ügyelt, hogy a kulcspozíciók saját embereihez kerüljenek. A kormányváltás azonban éppen Vërlaci személye miatt nem hűtötte le a kedélyeket: nem csak az volt nyilvánvaló, hogy Vërlaci mögött továbbra is a hátrébb lépett Zogu áll és valójában ő alakítja a politikát, de az is, hogy a konzervatív elbasani bég kormánya a félfeudális társadalmi rend és birtokszerkezet fennmaradásáért fog küzdeni.
Az ország és kormánya pedig számos társadalmi, gazdasági, kül- és belpolitikai kihívás előtt állt. Az észak-albániai hegyvidékek 200 ezer lakójának sorsa a rossz terményhozamok és a jugoszláv határzár miatt az éhezés volt. A Nemzetek Szövetsége és az egyes államok humanitárius segítsége lényegileg nem tudott javítani a helyzeten. A déli országrészekben latifundiumokon élő parasztság nagy tömegeinek szintén a nincstelenség jutott, és a Vërlaci-kormány továbbra is mereven elzárkózott a földreformtól. Az ország pénzügyi tartalékai elfogytak, a katonaság és a csendőrség elégedetlenségét a hónapok óta elmaradt zsold szította. Bár az európai nagyhatalmak már 1913-ban rendezték az albán államhatár kérdését, Jugoszlávia és Görögország továbbra is területi követelésekkel élt, a görög hadsereg albán területeket tartott megszállva.
A Vërlaci-kormány előtt álló próbatételek azonban elsősorban belpolitikai téren jelentkeztek. 1924. április 6-án Mamurras mellett meggyilkoltak két amerikai turistát. Az eset a belföldi és a nemzetközi közvéleményt egyaránt megrázta. Bár a hatóságok nagy erőkkel megkezdték a nyomozást, azok nem zárultak megnyugtató eredménnyel. Mindkét politikai erő azon volt, hogy a maga előnyére fordítsa a történteket, az így kialakult kölcsönös sárdobálásban megindult a két fő politikai erő végleges szembefordulása. A Vërlaci-kormány az ellenzék kezét látta a merényletben, amellyel narratívájuk szerint a kormányt kívánták diszkreditálni a közvélemény előtt. Az ellenzék válaszul a kormányt vádolta a nyomozati eredmények maghamisításával és azzal, hogy a háttérben álló Zogu valójában a merénylettel kívánta igazolni az erős kezű, rendpárti kormányzás szükségességét.

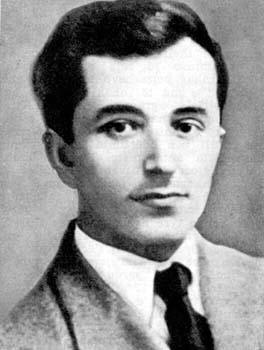
Avni Rustemi

A stabilitás érdekében április 17-én Vërlaci meghívta kabinetjébe pénzügyminiszternek az ellenzék prominens alakját, Luigj Gurakuqit, számításait azonban keresztülhúzták az április 20-ai események és következményei. Tiranában, a nemzetgyűlés épülete előtt lelőtték Avni Rustemi ellenzéki képviselőt, aki két nappal később a kórházban belehalt sérüléseibe. Az ellenzék a kormányellenes érzelmeket felkorbácsolandó Zogut sejttette a merénylet hátterében. Ellenparlamentet nyitottak a dél-albániai Vlorában, Rustemi április 30-ai vlorai temetését pedig nagy tömegeket megmozgató, hatalmas kormányellenes politikai demonstrációvá tették. Noli és politikai köre felszólította a régenstanácsot, hogy vonja meg bizalmát a Vërlaci-kormánytól, egyúttal Zogut vonják büntetőjogi felelősségre. Vërlaci külügyminiszterét, Iliaz Vrioni készült Vlorába küldeni, hogy az ellenzéki vezetőkkel tárgyaljon, de május 17-én kitört az országos fegyveres felkelés. A hadsereg egy része átállt a lázadók oldalára, május 23-a után pedig megindult a főváros elleni támadás.
A fővárost mindössze 4 ezer jól képzett fegyveres védte. 1924. május 27-én Shefqet Vërlaci a nyomás alatt miniszterelnöki pozíciójáról lemondott, kormánya feloszlott, a kormánybotot külügyminisztere, Iliaz Vrioni vette át. Vërlaci ezt követően is a fővárosban maradt és a kormányerők főparancsnokaként készült Tirana védelmére, miután azonban a lázadók csaknem körbevették Tiranát, Vërlaci – Vrioni és mások társaságában – június 9-én kihajózott Durrësből és az olaszországi Bariba menekült. Az apuliai városban feldühödött albánok csoportja várt rájuk, lerohanták és kérdőre vonták a bukott kormánypolitikusokat, amiért felszámolták a parlamenti demokráciát és a földreform elszabotálásával megnehezítették a vidéki nép életét. Június 10-én a felkelők elfoglalták az albán fővárost, a júniusi forradalom győzelmével Fan Noli alakíthatott kormányt.

### Kiszorulása a politika élvonalából (1924–1939)
Vërlaci az elkövetkező hónapokban azon dolgozott, hogy az olasz kormány támogatását biztosítsa Zogu hatalmának visszaszerzéséhez. Ennek során kiterjedt kapcsolati hálót épített ki az olasz vezető politikai körökkel. Távollétében 1924 decemberében a Noli-kormány bírósága Zoguval és több más zogista politikussal együtt Vërlacit polgárháború szítása és testvérgyilkosság vádjával halálra és teljes vagyonelkobzásra ítélte. Ez azonban már a végóráit élő Noli-adminisztratúra utolsó kétségbeesett, szimbolikus politikai aktusa volt, Zogu 1924 decemberében jugoszláv katonai segítséggel restaurálta hatalmát. Vërlaci is visszatért az országba, és az 1925 júniusában felállt köztársasági nemzetgyűlés felsőháza, a szenátus tagja lett.
Vërlaci továbbra is a tőle megszokott konzervatív alapállásból politizált, de néhány év elteltével kapcsolata Zoguval megromlott. 1927. december 13-án Tiranában merényletet kíséreltek meg Vërlaci ellen, a reguláris albán hadsereg gyalogos-egyenruhájába öltözött fegyveresek nyitottak tüzet autójára. Két kísérőjét megölték, Vërlaci azonban sértetlenül úszta meg az incidenst. Az olaszok speciális védőőrizetet biztosítottak protezsáltjuk számára, a pár hónappal korábban meggyilkolt Ceno Kryeziuhoz kapcsolható emberekhez vezettek el a szálak, a nyomozás azonban nem zárult megnyugtatóan. Egy brit diplomáciai forrás szerint felmerült a gyanú, hogy a merénylet hátterében Zogu állt felbujtóként, aki így akart szabadulni a számára kellemetlenné vált jegyességtől és Vërlaci apósjelöltségétől. A sikertelen Vërlaci-merénylet utáni évben, Zogu királlyá koronázását követően, 1928. december 1-jén az újdonsült uralkodó hivatalosan is felbontotta több éves, de immár rangon alulinak tartott jegyességét Behije Vërlacival. Ezt követően a két ember közötti kapcsolat fokozatosan gyűlölködésbe fordult, a becsületében megsértett Vërlaci az 1920-as évek végén már Zogu legádázabb politikai ellenfelei közé tartozott.
Az elkövetkező évtizedben Vërlaci bár továbbra is tagja volt a nemzetgyűlésnek, kormányfeladatot nem vállalt, és ideje nagy részét Olaszországban töltötte. Bár a hatóságok bizonyítani nem tudták, Vërlaci ellen 1935-ben felmerült a gyanú, hogy ő szervezte és pénzelte az 1935. augusztus 14-én kitört, de gyorsan levert Zogu-ellenes fieri felkelést. Hasonlóképpen felmerült a neve az Albánia olasz megszállását két nappal megelőzően Mirditában kitört, Gjon Markagjoni vezette felkelés szervezői között.

### Második kormánya (1939–1941)

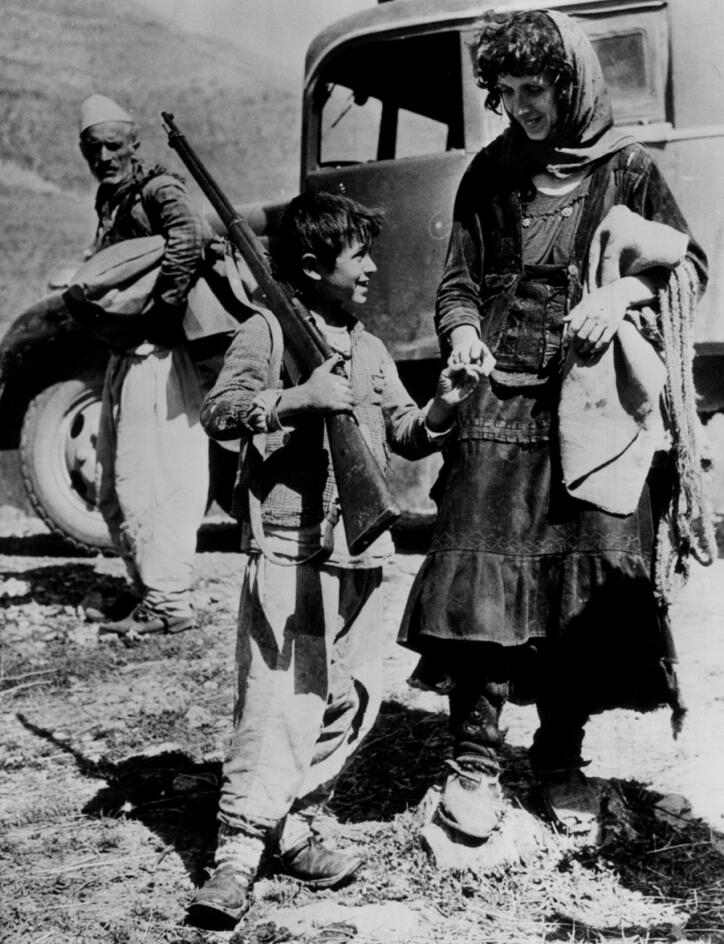
Felfegyverzett fiú 1939 áprilisában az észak-albániai hegyvidéken

A fasiszta Olasz Királyság hadserege 1939. április 7-én lerohanta Albániát. A megszállók április 12-én összehívták az alkotmányozó nemzetgyűlést, amely még aznap Shefqet Vërlacit kérte fel kormányalakításra, aki az eltelt évtizedben jó kapcsolatokat épített ki az olasz politikai vezetéssel. Bár Vërlaci készségesen vállalta a feladatot, a kabinet megalakítása nehézségekbe ütközött, a felkért politikusok húzódoztak az idegen hatalom kiszolgálásának gondolatától. A kormánynévsor április 21-én lett végleges, Vërlaci hat minisztere olaszszimpátiájukról ismert politikusok közül került ki. Miniszterelnöki pozíciójával párhuzamosan Vërlaci irányította a közmunkaügyi tárcát, tagja volt a fasiszta alkotmányozó nemzetgyűlésnek, az áprilisban megalakult Albán Fasiszta Pártnak, később pedig a törvényalkotó hatalmi szervként működő Fasiszta Korporatív Főtanácsnak is.
A kormány első feladata a két ország perszonáluniójának végrehajtásában, végeredményben a fasiszta albán bábállam kialakításában való közreműködés volt. Jóllehet, a Vërlaci-kabinet nem annyira saját elhatározásából, mint az olasz megszállók, Francesco Jacomoni főkormányzó és Galeazzo Ciano olasz külügyminiszter rákényszerített akaratából cselekedett, ugyanakkor Vërlaci nem emelte fel hangját az intézkedések ellen, nyilvános megszólalásaiban pedig támogatásáról biztosította a fasiszta Olaszország céljait. 1939. április 16-án Vërlaci miniszterelnök küldöttséget vezetett Rómába, hogy ünnepélyes körülmények között átnyújtsák az albán koronát III. Viktor Emánuelnek. Április 20-án életbe lépett a két ország vám- és kereskedelmi uniója, június 3-án pedig megszűnt az önálló albán külügyminisztérium is. Ugyancsak június 3-án vehette át Vërlaci az uralkodótól Albánia új, fasiszta típusú alkotmányát, majd sor került az albán fegyveres erők, csendőrség és határőrség önállóságának megszüntetésére is. Az olasz igazgatás kiépülésében tanúsított érdemei elismeréseként Vërlacit 1939. június 3-án az olasz szenátus tagjává választották. A megszállás első hónapjaiban bezáratták az ország valamennyi iskoláját, majd megindult a fasiszta szemléletű állami tanterv kidolgozása. Valamennyi nyugati szervezetet és csoportot, legyen a tevékenysége akár humanitárius vagy tudományos, kitiltották az országból. Eközben az ország hivatalainak, intézményeinek, szervezeteinek és cégeinek irányítását az országba érkező 30-40 ezer olasz szakértő vette át, megindult Albánia ásványkincseinek és mezőgazdasági potenciáljának gazdasági célú kiaknázása. Albánia gyarmatosítását a nyugati kormányok alapvetően rezignáltan szemlélték, hivatalos tiltakozásra nem került sor.

Albánia 1941-ben, a Vërlaci-kormány utolsó évében; halványsárgával az Albániához csatolt területek

Albánia politikai és gazdasági gyarmatosítása mellett a megszállást követően rögtön megindult az olasz hadtestek áthajózása is, és 1940 augusztusára már 120 ezres olasz hadsereg tartózkodott albán földön. A hatalmas haderő összpontosításának elsődleges oka az olasz vezetés következő katonai célja, Görögország elfoglalása volt. Az 1940. október 28-án kitört olasz–görög háború azonban a nagy túlerőben lévő, de demoralizált olasz hadsereg számára kudarcot hozott. A heves ellentámadásba lendülő görögök a frontvonal teljes hosszában visszanyomták az agresszorokat, és 1940 decemberében a háború már Albánia területén zajlott. Az olaszok oldalán két albán zászlóalj is harcolt, de a nagy arányú dezertálás miatt hamarosan visszavonták őket a frontvonalról, emellett a dél-albániai lakosság eleinte fegyverrel segítette a görögök harcát. Az olasz katonai helyzetet végül a Jugoszláviát 1941. április 6-án lerohanó náci Németország hadserege mentette meg, a Wehrmacht és az olasz hadsereg együttes nyomása alatt a görög hadsereg összeomlott, és 1941. április 23-án letette a fegyvert. A tengelyhatalmak Görögországgal szemben elért győzelme után, 1941. június 29-én albán többségű jugoszláviai területeket csatoltak Albániához: az Ulcinj és Bar közötti montenegrói partvidéket; Gusinje környékét; Koszovó és Metohija vidékét; Macedónia északnyugati körzeteit a Šar-hegység és az Ohridi-tó között. Albánia területe 15 ezer km²-rel, lakossága 850 ezer fővel növekedett. A Vërlaci-kormány céljai igazolásaként kommunikálta Nagy-Albánia megszületését, és kiépítette közigazgatását az annektált területeken. Különösen Koszovó és Nyugat-Macedónia albán lakossága lelkesen fogadta a fejleményeket, jelentős részük támogatta az anyaország politikai céljait.
Az albánok nagy része ezzel szemben ellenségesen viszonyult az olasz megszállók és a Vërlaci-bábkormány tevékenységéhez. A megszállást követő hetekben kialakult a passzív ellenállás kultúrája, 1939 júniusában megalakult a fegyveres ellenállást szervező Nemzeti Front. 1939 végéig megsokasodtak az utcai demonstrációk és a sztrájkok, majd különösen Észak-Albániában kitörtek az első fegyveres konfliktusok a helyiek és a megszálló alakulatok között. 1940 közepére a Mirditában és Mat vidékén szervezett gerillaakciók már súlyos veszteségeket okoztak az olasz megszállók soraiban. A megsokasodott belpolitikai és katonai problémák, valamint a kormány általános népszerűtlensége miatt Vërlaci 1941 januárjában már kabinetje feloszlatását tervezte, de Mussolini nem fogadta el a lemondását. Az ezt követő időszakban, különösen a görögök felett aratott olasz katonai győzelem után azonban az ellenállási mozgalom már országos méreteket öltött. 1941. május 17-én Vasil Laçi sikertelen merényletet hajtott végre az országban tartózkodó III. Viktor Emánuel és a kíséretében tartózkodó Vërlaci ellen. 1941 áprilisában Abaz Kupi és társai fokozták az észak-albániai gerillatevékenységet, majd a déli országrészben is egyre többet lehetett hallani a nacionalista gerillaakciókról. Az ország középső részén 1941 nyarától az ország első, Myslim Peza vezette kommunista partizáncsapata hajtott végre akciókat a megszállók ellen, majd 1941. november 8-án megalakult az albán ellenállás második ütőképes szervezete, az Albán Kommunista Párt is. 1941 őszére már kezelhetetlenné vált a helyzet, rendszeressé váltak az olasz konvojok és laktanyák elleni támadások, szabotázsakciók nehezítették a termelést. Október 28-án a kommunista Enver Hoxha szervezésében vérbe fojtott antifasiszta tüntetésre került sor Tiranában, az ezt követő hónapban azonban az ország nagyvárosaiban rendre nagy tömegeket mozgattak meg az antifasiszta megmozdulások, tüntetések (Korça, Gjirokastra, Vlora, Shkodra, Gjakova). A novemberi belpolitikai események a Vërlaci-kormány egyébként is kedvezőtlen megítélését végképp megrendítették. 1941. december 3-án lemondatták, kabinetjét feloszlatták, és Mustafa Kruja kapott megbízást a kormányalakításra.

### Emigrálása és halála
1943 februárjában Ciano külügyminiszter már azt jegyezte le dühösen naplójában, hogy többé egykori leghívebb emberük, Vërlaci sem látszik támogatni a céljaikat. Olaszország 1943. szeptemberi kapitulációját követően Vërlaci is örömmel üdvözölte a Wehrmacht Albániát megszálló csapatait. 1944 áprilisában a brit hírszerzés kísérletet tett arra, hogy az egykori albán quislingkormányok vezetőit, köztük Vërlacit antikommunista egységfrontba kovácsolja, de kísérletük nem járt sikerrel. 1944 nyarán Vërlaci ugyan valóban pénzelt egy fegyveres alakulatot, amely a Nemzeti Front és a Törvényesség fegyvereseivel együtt harcolt a kommunista partizánok ellen.
A kommunista dominanciájú Nemzeti Felszabadítási Mozgalom katonai előretörését látva Vërlaci 1944 novemberében 100 ezer albán frankot fizetett a megszálló hatóságoknak azért, hogy németországi letelepedését biztosítsák. Svájcban bankszámlát nyitott, amelyen magánvagyonából nagy összeget helyezett el, amelyből a kommunista hatalomátvétel elől Nyugatra szökött albánok életkezdési támogatását biztosította. A világháború lezárultával az olasz fővárosban, Rómában telepedett le. Az albán kommunista különbíróság távollétében háborús bűnök vádjával halálra ítélte.
Vërlaci ekkor már tüdőrákban szenvedett. Egy barátja meggyőzte az orvosi kezelés fontosságáról, és Vërlaci egyik leányával együtt Zürichbe utazott, hogy operációnak vesse alá magát. A művelet során azonban túl sok vért veszített, hatvannyolc éves korában a műtőasztalon halt meg. A római protestáns temető 1537-es parcellájában hantolták el, sírja ma is ott található.

## Emlékezete

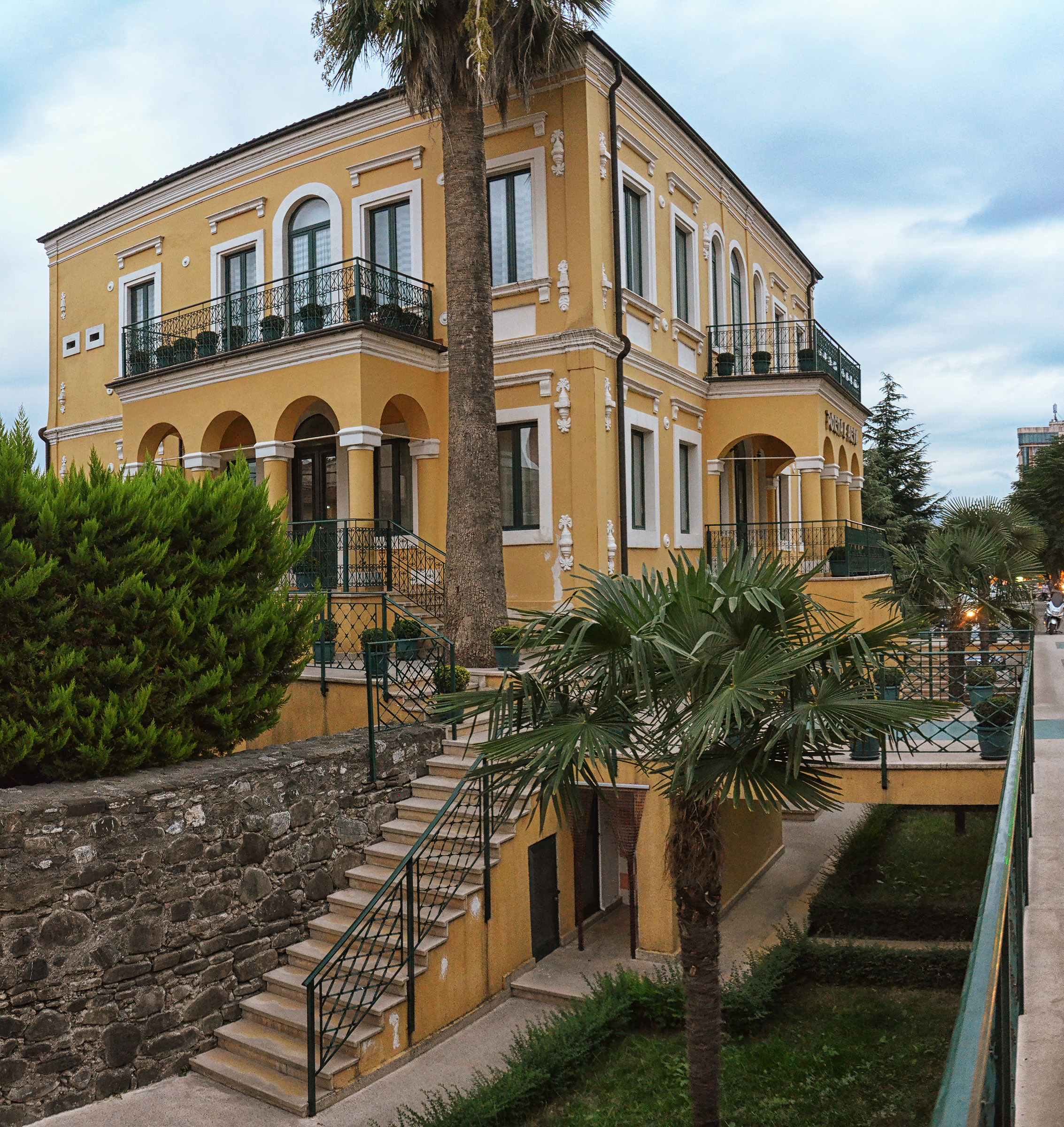
Vërlaci elbasani háza, a 20. század második felében hadtörténeti múzeum, ma étterem

Vërlacit második, 1939 és 1941 közötti kormányzása kapcsán a történetírás az olaszok bábjaként, Albánia fasizálódásának készséges végrehajtójaként tartja számon. Kétségtelen, hogy Vërlaci miniszterelnökként nyilvánosan nem emelte fel hangját Albánia fasizálódása ellen, sőt, egyetértéséről és támogatásáról biztosította az olasz politikai és katonai célokat. 1939. május 24-ei nyilvános beszédében például lelkes szavakkal üdvözölte a perszonáluniót, az albán fegyveres testületek önállóságának megszűnését, a fasiszta Olaszországban az albán érdekek eminens képviselőit, az albánok „legrégibb testvéreit” láttatta. Beszédét az „Éljen sokáig a király, éljen sokáig a két testvérnép, éljen sokáig a Duce, szövetségünk összekovácsolója!” felkiáltással zárta. Kormányzása szimbolikus aktusokban sem szűkölködött. 1939. április 21-én például tiszteletbeli állampolgárságot adományozott Benito Mussolininak, Galeazzo Ciano külügyminisztert pedig Tirana díszpolgárává tette. Buzgósága nemegyszer már a megszálló hatóságoknak is sok volt. Amikor 1939 decemberében Vërlaci azzal a javaslattal fordult Cianóhoz, hogy az emigrációban élő I. Zogu király ellen merényletet szervezzenek, Mussolini a tervek azonnali elvetésére adott utasítást. 1941 októberében Vërlaci arra készült, hogy az albániai olasz csapatok korábbi főparancsnokának, Ugo Cavallero tábornoknak érdemei elismeréseként 1000 hektárnyi földet adományoz fieri birtokaiból, de az ötletet még Ciano külügyminiszter is őrült túlzásnak nevezte.
Pietro Cuaroni olasz konzul jelentéseiben szintén arról számolt be, hogy Vërlacit őszintén elkötelezettnek látta az ország fasiszta jövője kapcsán, aki hitt abban, hogy Olaszország felvirágoztatja Albániát, és hogy ebben a folyamatban személye és kormánya is kulcsszerepet játszik. Galeazzo Ciano külügyminiszter ugyanakkor tartott Vërlaci alkalmatlanságától, naplójában goromba és keresetlen modorú embernek írta le, aki még sok fejfájást fog nekik okozni. Azt is hangoztatta, hogy ha 1939 áprilisában jól ismerte volna Vërlacit, soha nem egyezett volna bele miniszterelnöki kinevezésébe. Az albán politikai körök haladóbb képviselői, bár elismerték, hogy Vërlaci anyanyelvén kívül folyékonyan beszélt törökül és olaszul, nyers, műveletlen embernek tartották, aki a fáma szerint otthonában egyetlenegy könyvet sem tartott. A brit hírszerzési források szintén nem voltak jó véleménnyel Vërlaciról, egy 1945. áprilisi összefoglalójuk „régimódi, korrupt és erkölcstelen” politikusként jellemezte őt.